# 一撃伝
『一撃伝』（いちげきでん）は、大島やすいちによる日本の漫画作品。『少年ビッグコミック』（小学館）に、1980年から1984年にかけて連載された。コミックスはマンガくんコミックス・少年ビッグコミックスより全12巻。
小学3年生ながら拳法の達人・坂本一撃が友達や、様々な人、事件と遭遇して成長する物語。
続編となる『一撃拳』が1988年に『週刊少年マガジン』（講談社）に連載された。

## 主な登場人物
坂本一撃
主人公。
坂本咲子
一撃の母親。大林寺拳法・龍家の一人娘であり、一撃以上の拳法の達人。
坂本乙女
一撃の姉。小学5年生で、周囲からの人気も高い。
坂本真
一撃の父親。普通のサラリーマン。